# Boukout

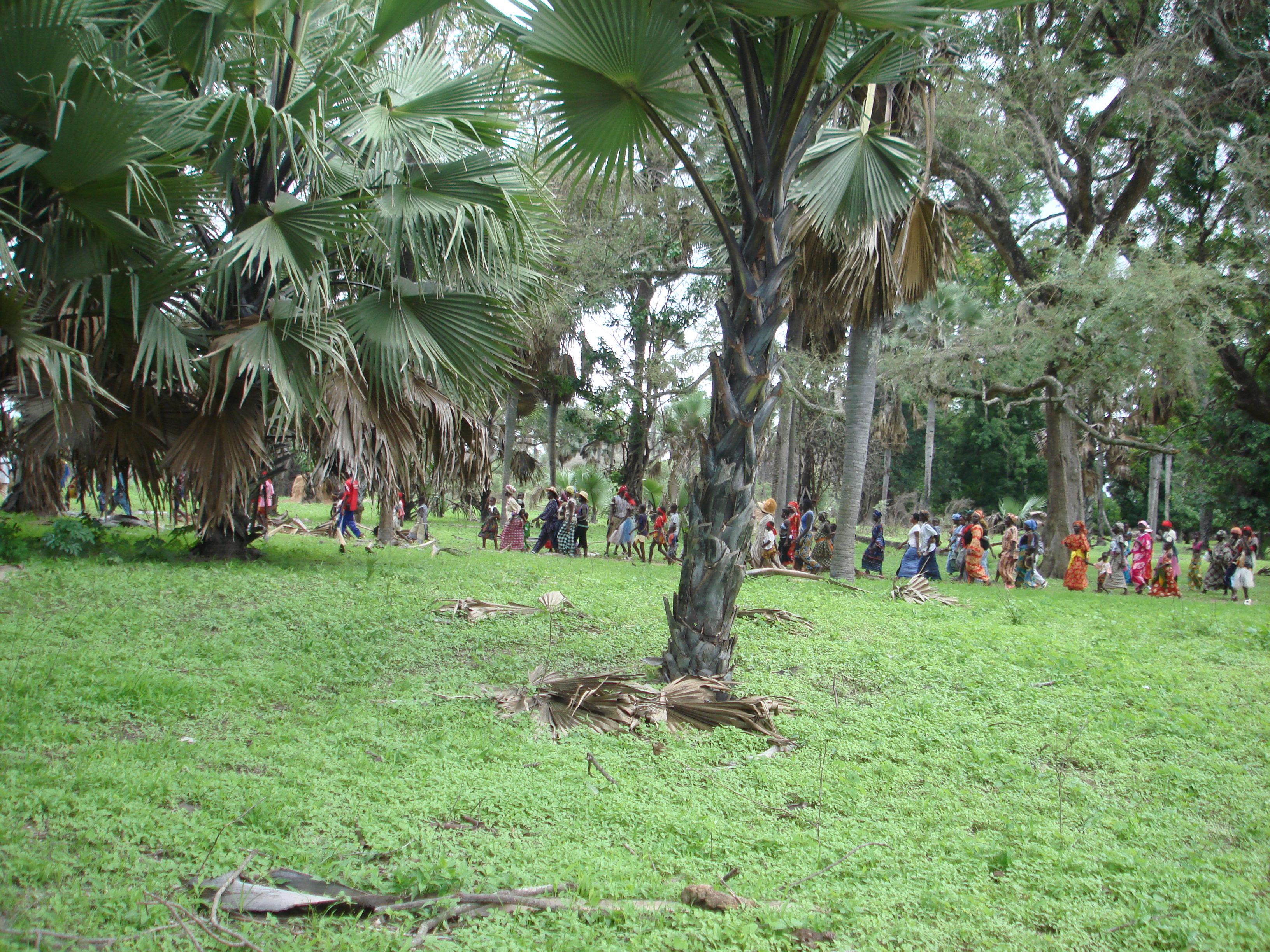
La foule converge vers Baïla

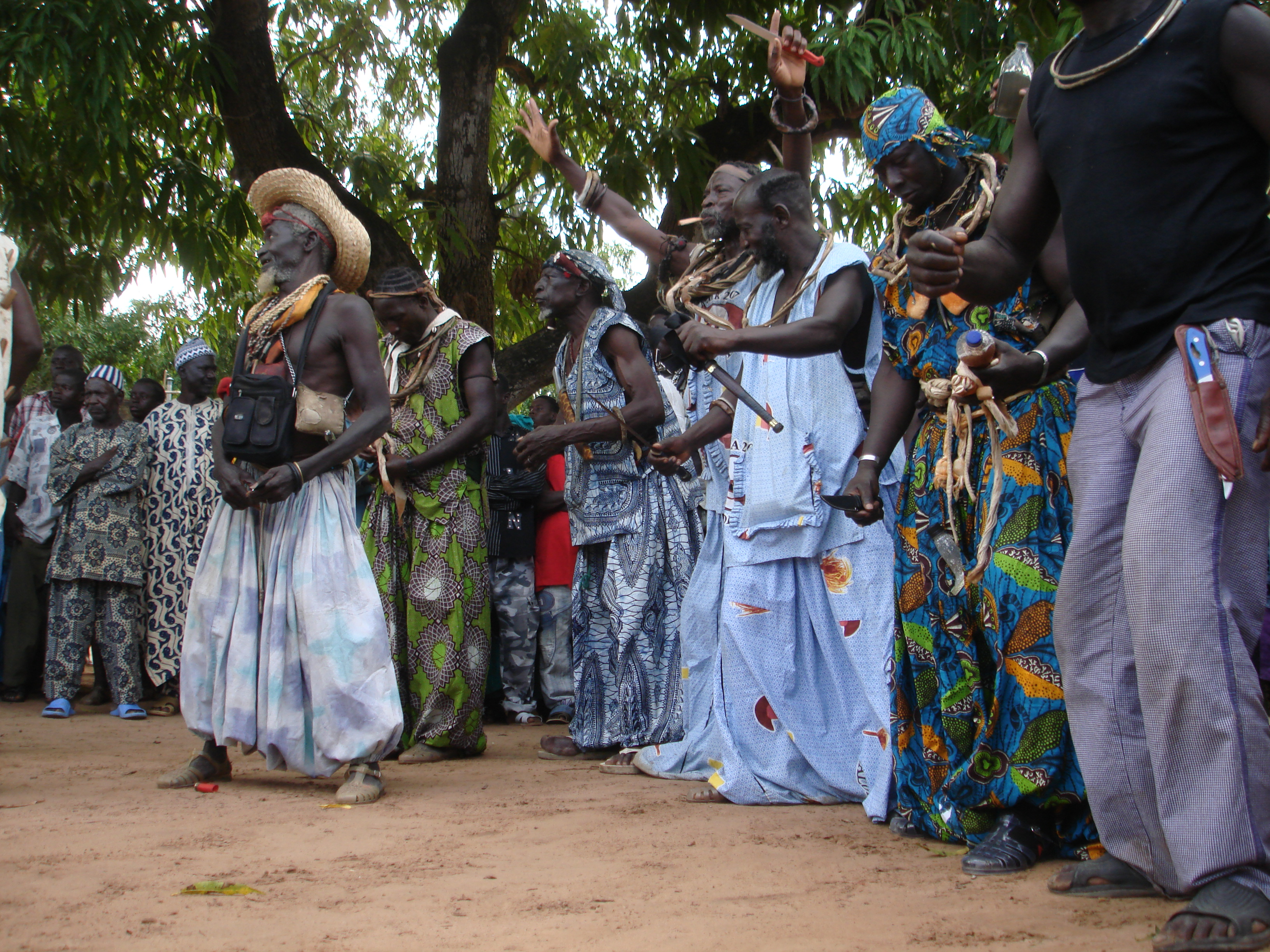
Démonstration de bravoure des anciens

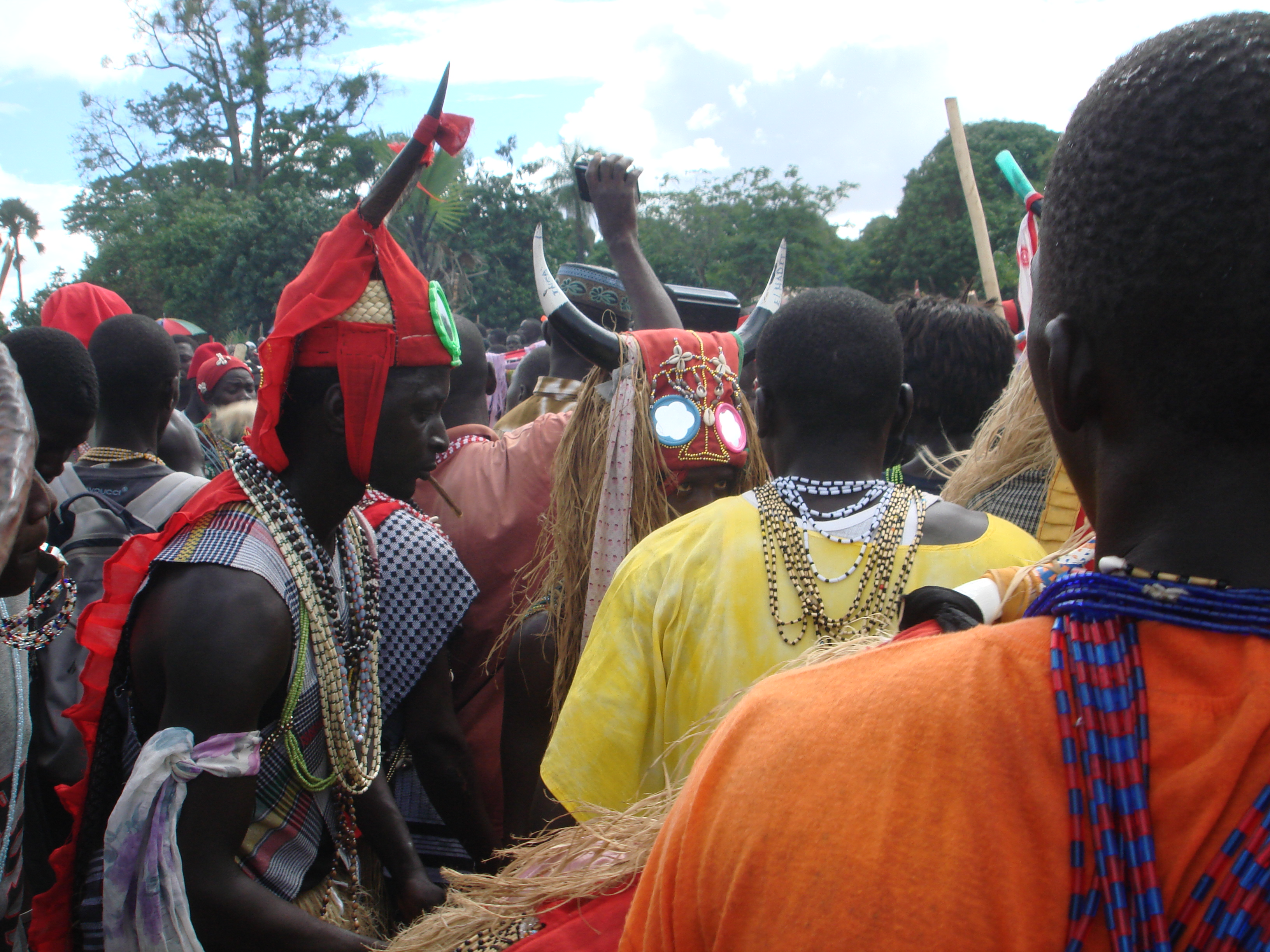
Masques rituels et colliers multicolores

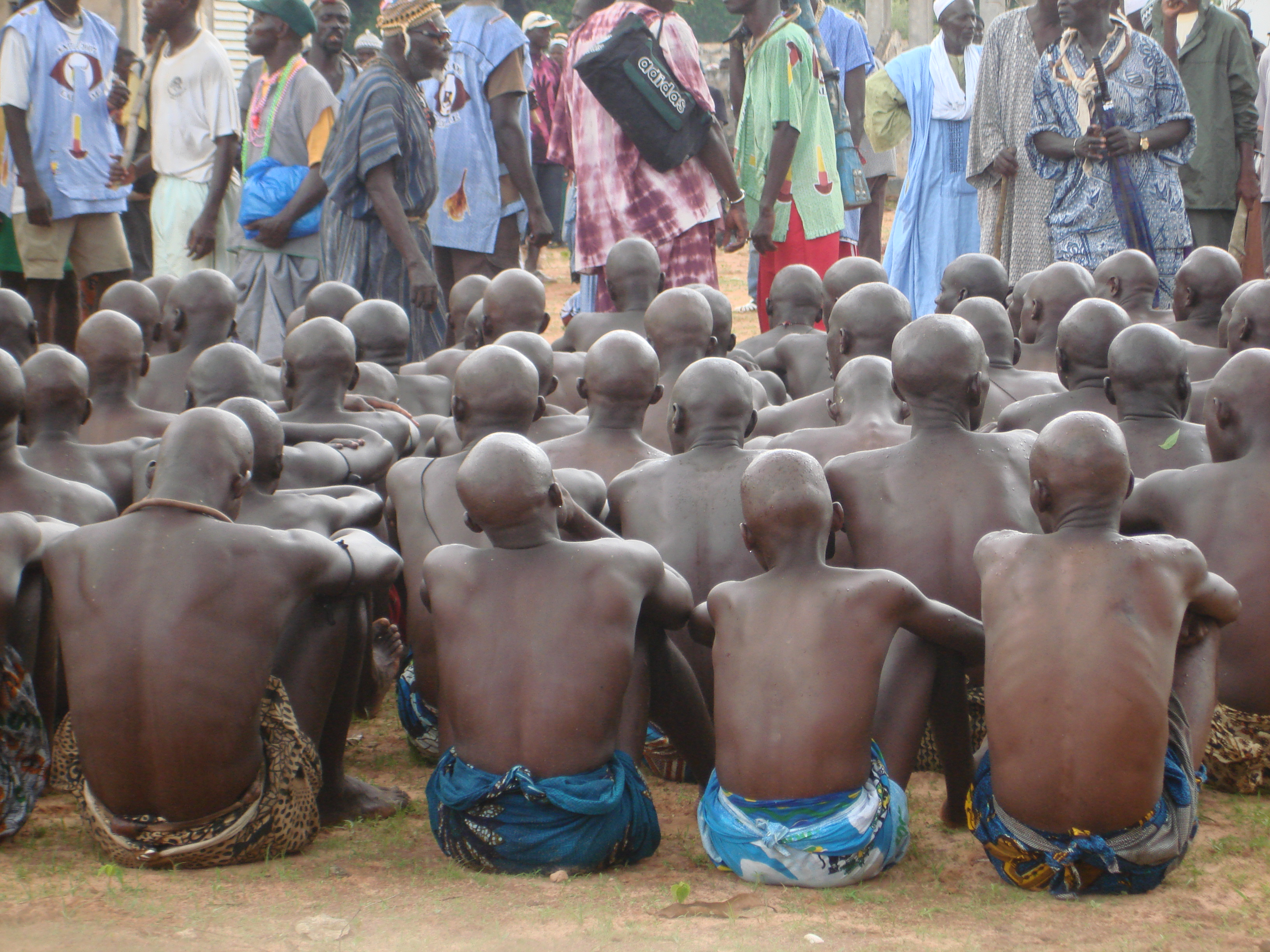
Les futurs initiés après le rasage

Le boukout (ou bukut ou futampaf) est un rite d’initiation diola pratiqué en Basse-Casamance (Sénégal).

## L’origine
L’existence de ce rite est connu depuis le XIIe siècle. De fait, avant l’ère de la colonisation, c’était la seule école de formation, un enseignement à la fois généraliste et spécifique préparant le jeune homme à prendre sa place dans la société, mais aussi à la défendre.

## Les enjeux
Organisée par les Anciens qui détiennent le pouvoir sur les villageois et contrôlent tous les moyens de production, la cérémonie permet à une nouvelle classe d’âge d’accéder à l’indépendance politique, économique et religieuse. Tant qu’ils n’auront pas satisfait à cette exigence, les jeunes gens ne pourront ni se marier ni recevoir de la terre et s’excluent de fait de la communauté. Le non initié n’est pas considéré comme un homme. Les valeurs masculines s’en trouvent renforcées.

## La cérémonie

### Initiation masculine
Le temps d’attente est long. Dans le même village, il peut s’écouler une vingtaine d’années entre deux cérémonies, voire beaucoup plus comme ce fut le cas à Baïla en août 2007, où la précédente édition s’était déroulée il y a 36 ans. Le village de Diégoune a lui aussi connu une longue attente de 39 ans avant d'organiser son boukout en l'an 2000. La périodicité n’étant pas connue avec précision, il faut attendre que les sages annoncent l’événement, deux ou trois ans auparavant, après avoir constaté dans le village une série de phénomènes insolites qui constituent autant de signes.
Les préparatifs durent plusieurs jours, alors que futurs initiés, proches et habitants des villages voisins convergent en grand nombre vers le village. Les membres de la diaspora étant également concernés, ce rassemblement draine des centaines ou de milliers de personnes. L’événement s’accompagne de danses masquées et de diverses démonstrations de bravoure. Finalement les crânes des futurs initiés sont rasés.
Les épreuves initiatiques proprement dites se déroulent dans le bois sacré à l'abri des regards. Autrefois les jeunes gens y séjournaient plusieurs mois, mais depuis l'arrivée des « religions révélées », cette durée a été significativement raccourcie. En particulier, ceux qui poursuivent des études peuvent n’y passer que quelques jours.

## Dates et lieux de Boukout depuis 1970
- 1972 : Séléki
- 1973 : Niambalang
- 1975 : Mangoulé (ou Mangoulène)
- 1979 : Kartiack[2], Edioungou, Senghalène, Djivente
- 1980 : Mlomp[3]
- 1981 : Karounate
- 1982 : Affiniam, Balingore
- 1983 : Thiobon
- 1985 : Brindiago
- 1986 : Oukout, Diantene, Diakène, Emaye
- 1987 : Niamone
- 1992 : kagnobon
- 1994 : Thionck Essyl[4]
- 1999 : Diattang
- 2000 : Diégoune
- 2001 : Djimande[5]
- 2006 : Tendouck[6]
- 2007 : Baïla
- 2009 : Kabrousse[7]
- 2010 : Tendième[8], Diaboudior, Soutou, Niassarang, Djimakakor, Edjilaye (Ces villages font partie d'une zone de la Casamance appelée Yeumeukay).
- 2012 : Kartiack[2]
- 2013 : Diounoung[9]
- 2014 : Bassire, Bagaya[10]
- 2015 : Diatock[11]
- 2016 : Mlomp[12]
- 2017 : Mandégane[13]
- 2022: Ballinghor

### Filmographie
- Tigguy (Guy Garçon), L’appel du Bukut, 52 min
- Pierre Meynadier, Le secret des masques, 55 min